# Liste der Botschafter der Vereinigten Staaten in Bangladesch

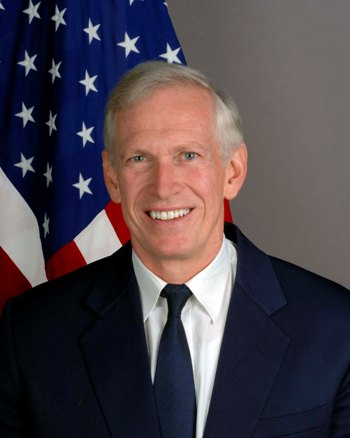
James F. Moriarty, ehemaliger US-Botschafter in Bangladesch (2008–2011)

Die Liste der Botschafter der Vereinigten Staaten in Bangladesch bietet einen Überblick über die Leiter der US-amerikanischen diplomatischen Vertretung in Bangladesch seit 1972. Das ehemalige Ostpakistan erlangte 1971 seine Unabhängigkeit und gab sich im Januar des folgenden Jahres den neuen Namen Bangladesch. Die Vereinigten Staaten eröffneten am 18. Mai 1972 ihre Botschaft in der Hauptstadt Dhaka. Diese wurde zunächst von Herbert D. Spivack als Geschäftsträger geleitet. Ihm folgte im Oktober desselben Jahres mit Daniel O. Newberry ein weiterer Chargé d’affaires, da der von Präsident als erster Botschafter nominierte Hermann Eilts die Ernennung ablehnte. So trat erst im April 1974 mit Davis Eugene Boster der erste offizielle Botschafter seinen Dienst in Bangladesch an.
| Amtszeit  | Name                           | ernannt von    |
| --------- | ------------------------------ | -------------- |
| 1974–1976 | Davis Eugene Boster            | Richard Nixon  |
| 1976–1977 | Edward E. Masters              | Gerald Ford    |
| 1978–1981 | David T. Schneider             | Jimmy Carter   |
| 1981–1984 | Jane Abell Coon                | Ronald Reagan  |
| 1984–1987 | Howard Bruner Schaffer         | Ronald Reagan  |
| 1987–1990 | Willard Ames De Pree           | Ronald Reagan  |
| 1990–1993 | William Milam                  | George Bush    |
| 1994–1997 | Daniel Nathan Merrill          | Bill Clinton   |
| 1997–2000 | John C. Holzman                | Bill Clinton   |
| 2000–2003 | Mary Ann Peters                | Bill Clinton   |
| 2003–2005 | Harry K. Thomas                | George W. Bush |
| 2006–2007 | Patricia A. Butenis            | George W. Bush |
| 2008–2011 | James F. Moriarty              | George W. Bush |
| 2011–2014 | Dan W. Mozena                  | Barack Obama   |
| 2015–2018 | Marcia Stephens Bloom Bernicat | Barack Obama   |
| 2018–2022 | Earl Robert Miller             | Donald Trump   |
| 2022–     | Peter Haas                     | Joe Biden      |